# Monumenti e luoghi d'interesse dell'Alto Mantovano
Numerosi sono i monumenti e i luoghi d'interesse dell'Alto Mantovano.

## Architetture religiose

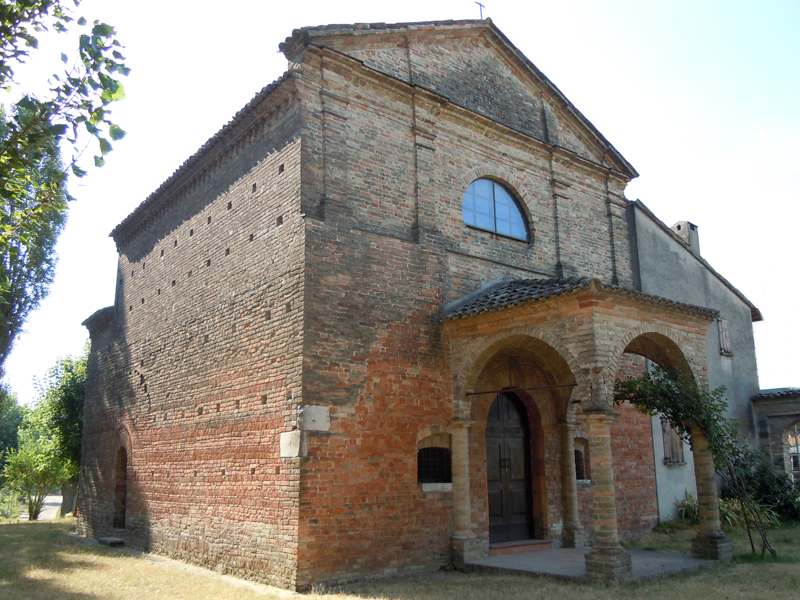
Mariana Mantovana, Oratorio dei Campi Bonelli, XI secolo

In età medievale nel territorio si impone un linguaggio romanico, improntato anche alle scelte architettoniche riconducibili a Matilde di Canossa, percepibile nelle pievi di Cavriana e di Medole, dedicate a Santa Maria. Le proporzioni e i materiali impiegati sono diversi: nella muratura esterna della pieve di Santa Maria di Medole (1020) strati di ciottoli sovrapposti o accostati si alternano a mattoni e lesene fatte con conci di pietra lunghi e corti, secondo una tecnica usata nelle chiese rurali del Veronese e del Bresciano; la pieve di Cavriana (1110) ha muri in laterizio sottile disposto a spina di pesce, alternato con filari di mattoni e conci di pietra. Tra Mariana e Redondesco, isolati in mezzo alla campagna, stanno due suggestivi oratori di epoca matildica o appena successivi, entrambi impreziositi da affreschi: sono il romitorio di San Pietro, singolare per le scritte sui muri interni attestanti una lunga frequentazione anche da parte di stranieri, e l'oratorio dei Campi Bonelli, piccolo santuario mariano di elegante architettura, dotato di un protiro, raro esempio in terra mantovana. Apparteneva a un monastero benedettino ragguardevole, forse in relazione con San Benedetto in Polirone e con l'abbazia di Leno, la chiesa di San Tommaso di Acquanegra (metà XI secolo), che nonostante le sovrastrutture ha rivelato una pianta originaria a tre navate, interessanti decorazioni ad affresco e mosaici pavimentali.
Spesso le strutture iniziate in stile romanico si completano successivamente nel gotico, mutando i caratteri.
Nel Seicento e nel Settecento, anche sotto l'impulso della Controriforma, l'edilizia sacra del territorio conobbe un profondo mutamento e operò sostanziali manomissioni sulle facciate e all'interno delle chiese di numerosi paesi. A quest'epoca non c'era praticamente luogo dove non si intervenisse: si trattava di ritocchi a volte ristretti, anche per ragioni economiche – parrocchiali di Mariana, Gazoldo, Ceresara, Asola, Acquanegra, Canneto –, oppure si sostituivano i vecchi edifici sacri con i nuovi – Castiglione, Medole, Casaloldo, Guidizzolo, Piubega, Goito, Cavriana, Monzambano -, che talvolta riservano la gradita sorpresa di pregevoli artisti locali come l'architetto Giovan Maria Borsotto e lo scultore e intagliatore Clemente Zamara.
Notevoli le tarsie di marmi e pietre dure, molte di grande bellezza e valore, eseguite nel Settecento per adornare molti altari di chiese della zona (Castel Goffredo, Cavriana, Medole, Monzambano, Solferino).
In particolare Castiglione delle Siviere, per merito dell'ascetica figura di San Luigi Gonzaga, beatificato nel 1605 e canonizzato nel 1726, visse una stagione di grande fermento per costruire in suo onore la basilica aloisiana (1679) e un duomo nel 1761, eretto anche con pietre dell'antico e vasto castello gonzaghesco. A un collegio fondato dai Gesuiti, l'ordine a cui appartenne il santo, si aggiunsero quello femminile delle Vergini di Gesù, che ancora conserva intatta la sua fisionomia, e altri edifici, appartenuti al clero che a Castiglione possedeva molte terre.

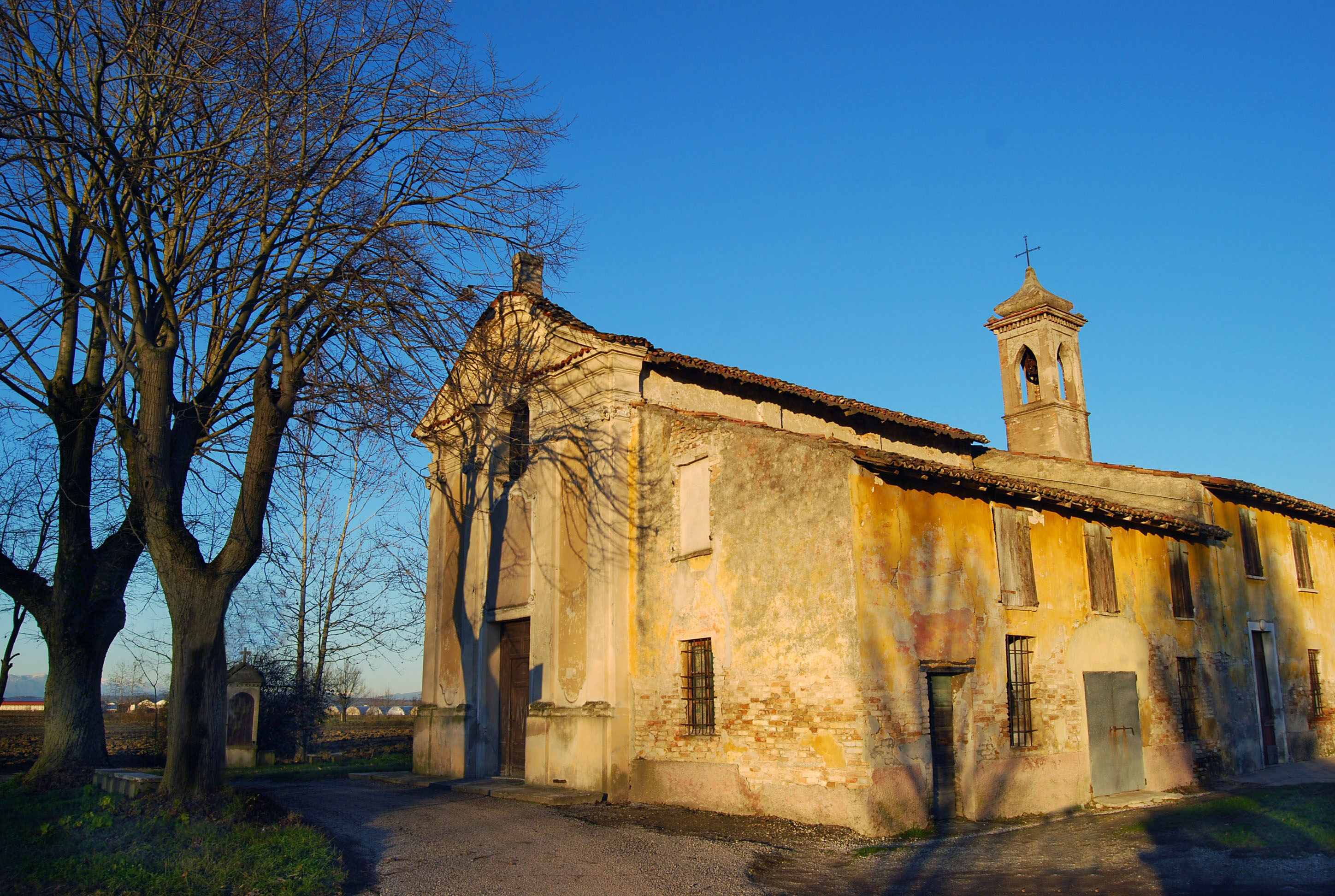
Ceresara, Santuario della Possenta

### Santuari
- Casalmoro: santuario della Madonna del Dosso.
- Casalromano: santuario della Malongola[16].
- Castiglione delle Stiviere: santuario basilica di San Luigi Gonzaga[17].
- Cavriana: santuario Madonna della Pieve[18][19][20].
- Ceresara: santuario Beata Vergine della Possenta.

### Chiese

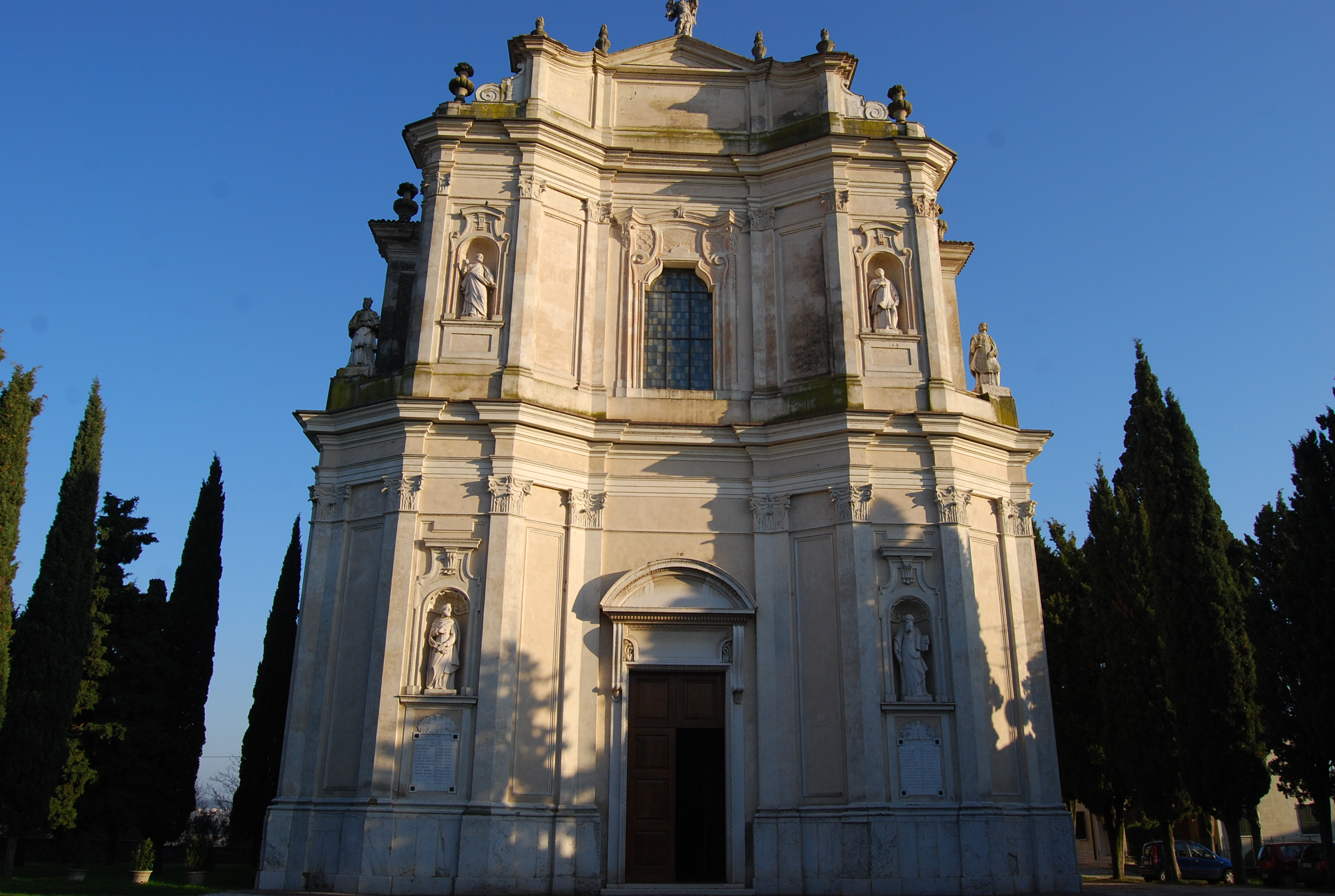
Monzambano, chiesa di San Michele

- Acquanegra sul Chiese: chiesa di San Tommaso Apostolo[21].
- Asola: chiesa di Santa Maria Assunta e Sant'Andrea[22].
- Casaloldo: chiesa della Beata Vergine Maria Assunta e di Sant'Emiliano.
- Castel Goffredo: chiesa prepositurale di Sant'Erasmo.
- Castelgrimaldo: Chiesa di san Pietro apostolo.
- Castiglione delle Stiviere: duomo, chiesa della Ghisiola, basilica di San Sebastiano.
- Ceresara: Chiesa della Santissima Trinità.
- Medole: chiesa parrocchiale, con dipinto del Tiziano[23][24], pieve di Santa Maria, con affreschi gotici all'interno[25].
- Monzambano: chiesa di San Michele[26].
- San Martino Gusnago: Chiesa parrocchiale di san Martino.
- Volta Mantovana: Chiesa di Santa Maria Maddalena

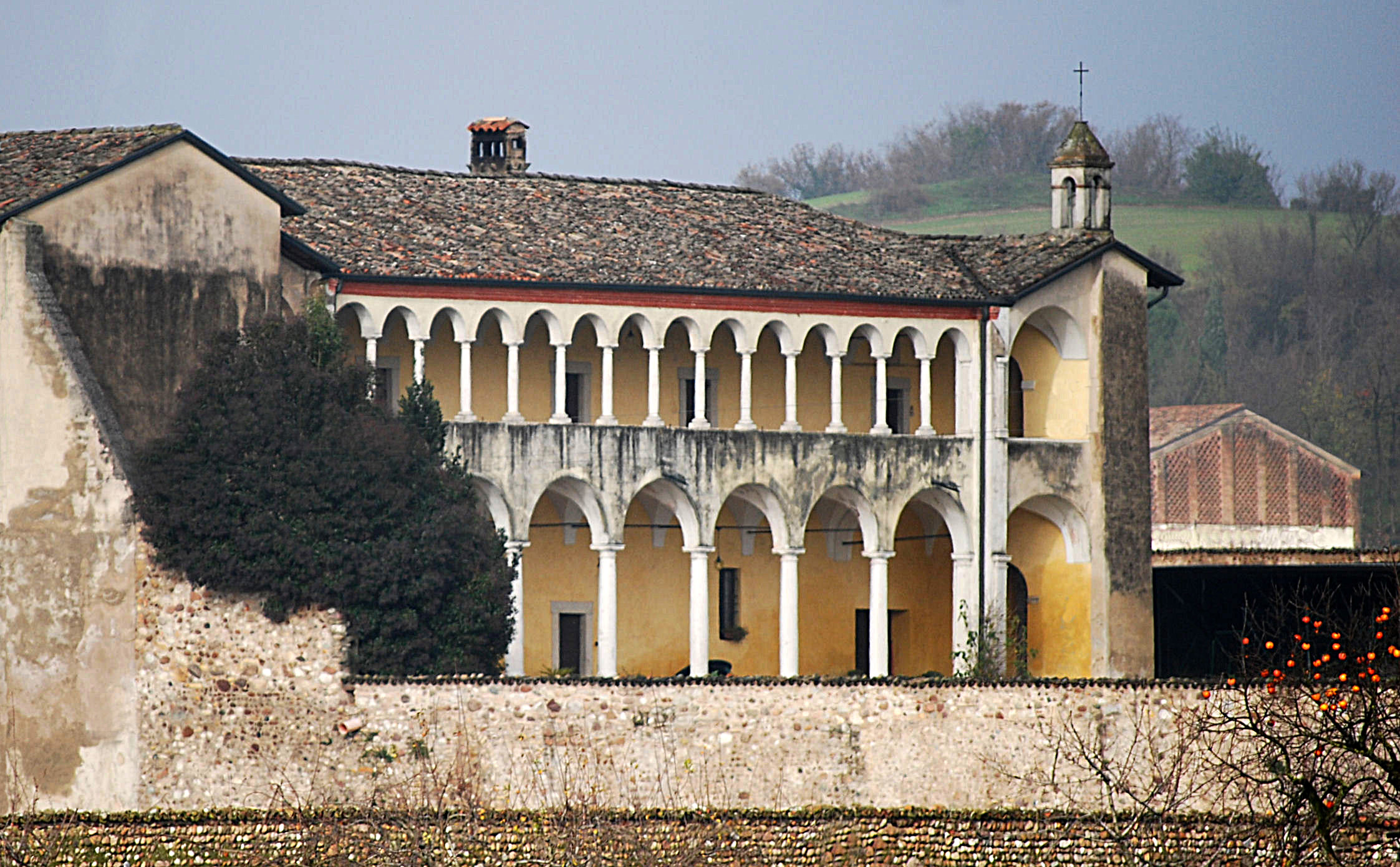
Santa Maria (Castiglione delle Stiviere), convento di Santa Maria

### Oratori
- Casaloldo: oratorio dei Santi Vito, Modesto, Crescenzia.
- Guidizzolo: oratorio di San Lorenzo.
- Mariana Mantovana: oratorio dei Campi Bonelli.
- Redondesco: romitorio di San Pietro.

### Monasteri
- Acquanegra sul Chiese: abbazia di San Tommaso.
- Castiglione delle Stiviere: convento di Santa Maria.
- Medole: convento dell'Annunciata.

## Architetture civili

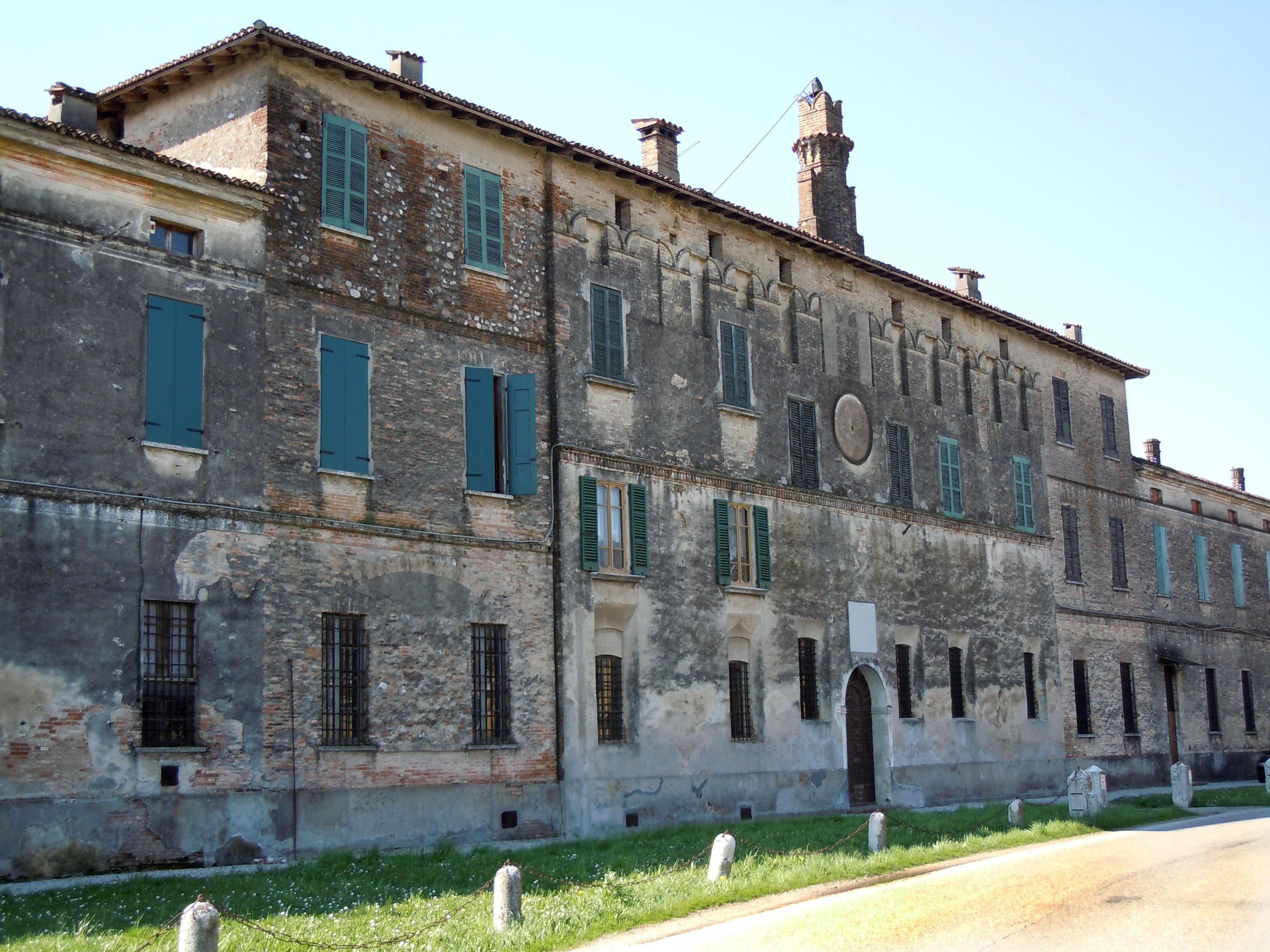
San Martino Gusnago, Palazzo Secco-Pastore

- Castellaro Lagusello, frazione di Monzambano, è un antichissimo borgo addossato ad un laghetto di origine morenica che conserva pressoché intatta la struttura medievale con il castello duecentesco e il palazzo marchionale. Per questo motivo Castellaro Lagusello è stato inserito nella lista dei borghi più belli d'Italia[27]. Inoltre alcuni siti preistorici rinvenuti nei pressi sono stati dichiarati patrimonio dell'umanità dall'UNESCO[28].
- Castel Goffredo: Palazzo Riva, Corte Palazzina.
- Castiglione delle Stiviere: Teatro Sociale[29], Palazzo Pastore, Casino Pernestano.
- Cavriana: Villa Mirra, sede del Museo archeologico dell'alto mantovano[30]. È una caratteristica residenza signorile di campagna edificata tra la fine del Settecento ed i primi anni dell'Ottocento su strutture precedenti, in parte tardorinascimentali. L'edificio riveste anche un particolare interesse storico in quanto, nel corso della battaglia di Solferino (Giugno 1859), ospitò prima l'imperatore d'Austria Francesco Giuseppe e poco dopo, in seguito alle mutate sorti dello scontro, l'imperatore dei Francesi Napoleone III[31].
- Ceresara: Palazzo Secco-Pastore di San Martino Gusnago[32]; Villa Tassoni al Caminazzo[33].
- Solferino è un paese che unisce scorci di indubbia bellezza ai ricordi della famosa battaglia del 1859: legati a tale evento sono l'Ossario e il Memoriale della Croce Rossa internazionale[34].
- Volta Mantovana: meritano attenzione alcune dimore patrizie, come il Palazzo Gonzaga-Cavriani[35][36] e Villa Venier.

### Palazzi e ville del Rinascimento

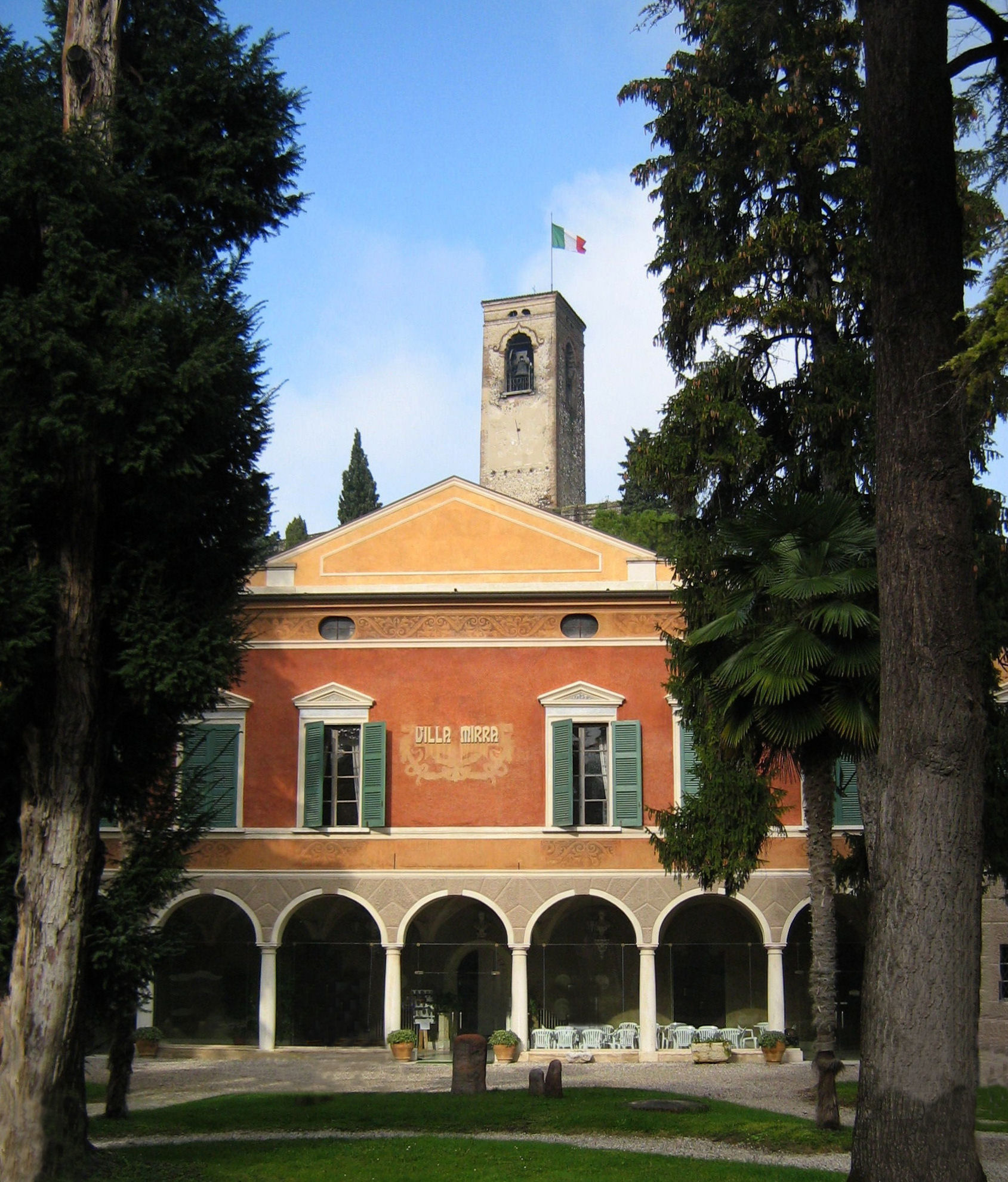
Cavriana, Villa Mirra sede del Museo archeologico dell'alto mantovano

Nel XV e XVI secolo l'impulso verso i nuovi canoni artistici imposti dall'Umanesimo e dal Rinascimento indusse i Gonzaga e i nobili della corte ad adottarli nei loro palazzi, nelle ville sparse sul territorio, nei borghi sede dei rami cadetti della casata. Sul territorio andarono diffondendosi, secondo l'armonioso stile del tardo Quattrocento, dimore gonzaghesche nuove o ristrutturate, ormai scomparse – Cavriana e Goito – oppure ancora esistenti, ma assai rimaneggiate, come il Palazzo Gonzaga-Acerbi e Corte Gambaredolo a Castel Goffredo, il palazzo del principe e il Casino Pernestano a Castiglione, Villa Mirra a Cavriana, Palazzo Gonzaga-Guerrieri a Volta Mantovana, palazzo Secco-Pastore a San Martino Gusnago.
Sul modello di Mantova, anche i luoghi dominati dai rami cadetti della casata assunsero caratteri rinascimentali che ne uniformarono l'aspetto. In particolare la dinastia dominante la zona collinare da Castiglione e Solferino sino a Ostiano, Castel Goffredo (Villa Beffa), Redondesco e Canneto costituì in molti di questi centri dimore indipendenti dove si stabiliva la corte signorile con relativi edifici.
Nel contempo, la villa costituisce lo sviluppo naturale di molte corti rinascimentali dell'Alto Mantovano, dove l'edificio padronale tende a staccarsi dal contesto dei caseggiati di servizio – abitazioni dei lavoratori, stalla, barchessa, cantina - (Corte Gambaredolo).

## Architetture militari

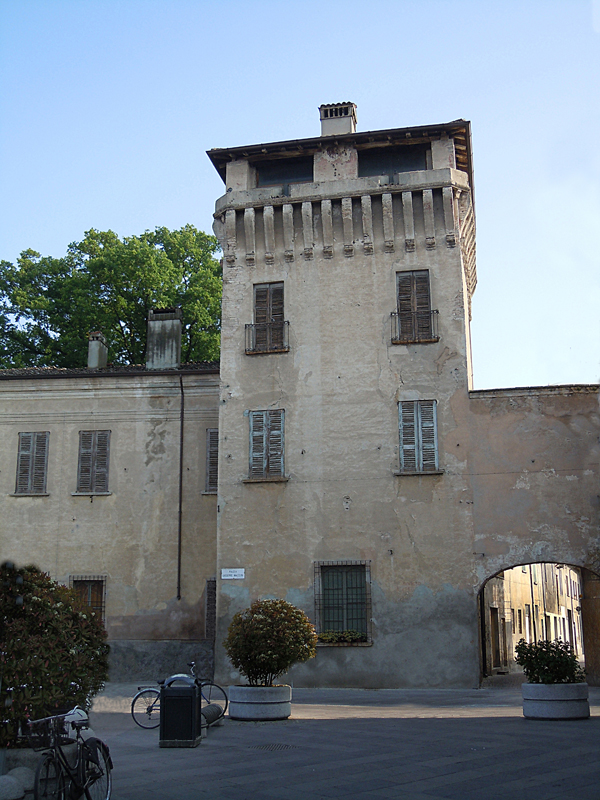
Torrazzo di Castel Goffredo

Di origine e struttura medievale sono i numerosi castelli, o quanto rimane di essi, presenti sul territorio. A questo proposito è necessario operare una prima distinzione, sommaria ma fondamentale, tra castelli di collina e castelli di pianura. Per quanto riguarda i primi, anche dal punto di vista insediativo nel suo complesso, e non solo militare, è notevole il concentrarsi di complessi castellani arroccati sulle colline, che in età moderna perimetravano il confine del Ducato di Mantova nella parte settentrionale: quelli scaligeri in collina di Monzambano, Castellaro Lagusello e Ponti sul Mincio conservano il recinto fortificato; altri castelli collinari acquisiti dai Gonzaga presentano invece un tracciato murario meno conservato – Castiglione, Solferino, Cavriana, Volta -. Questi castelli, o le loro rovine, quasi sempre di origine medievale, a volte rimaneggiati in seguito, edificati in ciottoli o muratura, costituiscono elementi storici permanenti, rappresentando spesso una sorta di icona, posti come sono su alture che dominano il borgo sottostante.
I castelli collinari sono profondamente connessi, quasi “annidati”, in luoghi dalle caratteristiche morfologiche assai particolari rispetto al restante territorio. I castelli di Ponti e Monzambano risentono dell'influenza scaligera non solo sul piano storico ma anche su quello costruttivo, relativamente all'impianto del castello-recinto e dell'uso del ciottolo di fiume nella costruzione delle difese, rafforzate negli angoli da mattoni. Lo stesso discorso è sostanzialmente valido per i luoghi di ascendenza bresciana. Il successivo intervento ad opera dei Gonzaga è stato comunque fondamentale, con innovazioni introdotte nei castelli di originario impianto bresciano da loro conquistati, nel corso del loro dominio secolare e perciò ristrutturati a seconda delle esigenze difensive ed abitative. Ad architetti quali Luca Fancelli e Giovanni da Padova vennero affidate alcune di tali opere di ristrutturazione ai castelli di Cavriana, Volta e Castiglione.
Accanto alle architetture fortificate in pietra o laterizio, molte delle quali hanno resistito alle intemperie e ai secoli, in pianura hanno avuto un ruolo rilevante anche i castelli in terra e legno, manufatti che per la deperibilità dei materiali non hanno lasciato traccia di sé, se non nell'unica torre di accesso o portaia, costruita in mattoni, in origine spesso nella forma di torre scudata.
Diffusi nella parte pianeggiante dell'Alto Mantovano nel Medioevo ma spesso anche ben oltre, i castelli in terra e legno si caratterizzavano per la compresenza di tre opere difensive fondamentali: fossato, terrapieno e palizzata.
In particolare, si sa che nella prima metà del Duecento fossati, terrapieni e una o più torri munivano i castra di Asola, Mosio, Mariana Mantovana, Castelnuovo Asolano, Guidizzolo, Casaloldo, Redondesco.
Molti di questi castelli in terra e legno, con l'integrazione di qualche struttura muraria realizzata nei secoli XIV-XV, rimasero operativi fino al Seicento inoltrato, come nel caso di Ceresara, Piubega, Mariana, Casaloldo, Medole. Altre fortificazioni, come quelle di Asola e Castel Goffredo, furono anch'esse difese da fossati, terragli e recinti lignei fino a metà del Quattrocento, e solo successivamente dotate di mura a protezione dell'intero abitato. A Goito, Canneto e Redondesco furono invece eretti fortilizi in muratura in sostituzione dei precedenti.
La stessa planimetria dei fortilizi era determinata dall'orografia dei luoghi: nelle zone di pianura sembrano prevalere le piante quadrangolari o tendenti a tale conformazione; a queste si contrappongono le planimetrie ben più irregolari dei recinti fortificati delle zone collinari.
Nel loro complesso, i castelli di questo lembo di terra mantovana, per secoli contesi tra la Mantova dei Gonzaga, la Verona degli Scaligeri, i Visconti, la Repubblica di Venezia, hanno in passato assolto la funzione di difendere non solo gli abitanti, ma anche i prodotti del suolo, faticosamente raccolti ed attentamente distribuiti dai vari dominanti di turno. Il controllo delle derrate custodite nei castelli getta luce sulla funzione di edifici che possono ai più sembrare solo nati da esigenze militari. Questo spiega anche il perdurare di castelli ammalorati e non più rispondenti alle tecniche di guerra, usati semplicemente come magazzini.
Molti dei castelli altomantovani sono infatti ascrivibili alla categoria dei ricetti o recinti fortificati, termini che trovano la loro giustificazione nel particolare impianto, abbastanza diffuso in area padana, costituito da un semplice giro di elementi difensivi – fossato, terrapieno o mura – e munito di alcuni torrioni. Con l'avvento dei Gonzaga l'impianto medievale dei castelli non fu sostanzialmente modificato: si mantennero infatti quelle forme di recinto costituitesi prevalentemente nelle epoche precedenti – con l'eccezione di interventi consistenti operati a Castel Goffredo, Canneto, Goito e Redondesco -. I Gonzaga, indotti a tenere sempre in buon conto gli antichi fortilizi sparsi nel territorio, si preoccuparono soprattutto di restaurarne o rafforzarne le basi e le funzioni di deposito e di coordinamento della produzione agricola.
Nel caso di Redondesco il complesso del castello gonzaghesco è ancora ben riconoscibile, nonostante rimaneggiamenti e parziali distruzioni o abbandoni.
In pianura si è avuta anche la presenza di due piccole città murate: Castel Goffredo e Asola, che però hanno perso la loro cinta muraria, smantellata nel corso dell'Ottocento.
Questo l'elenco delle fortificazioni presenti sul territorio:

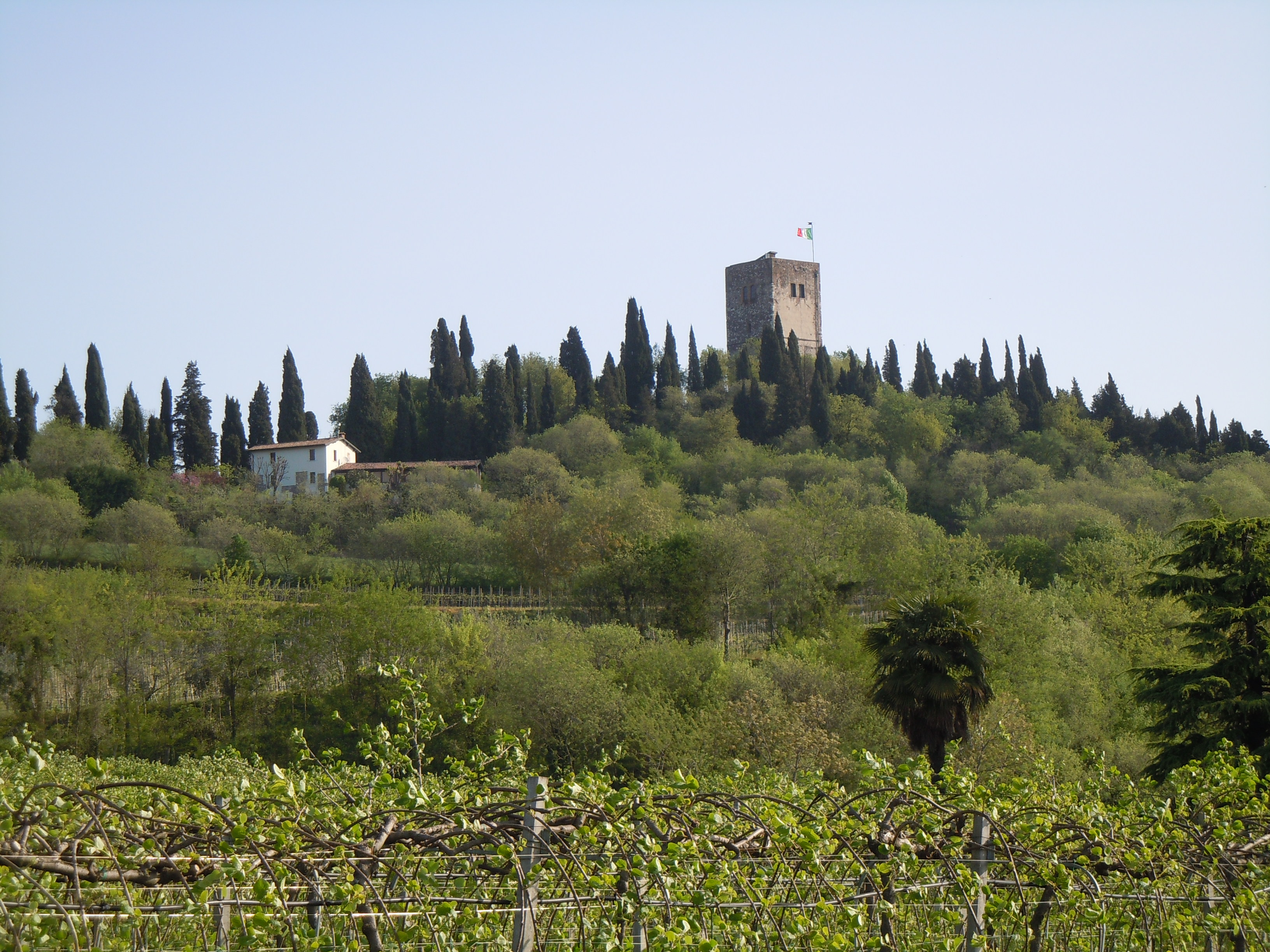
Rocca di Solferino

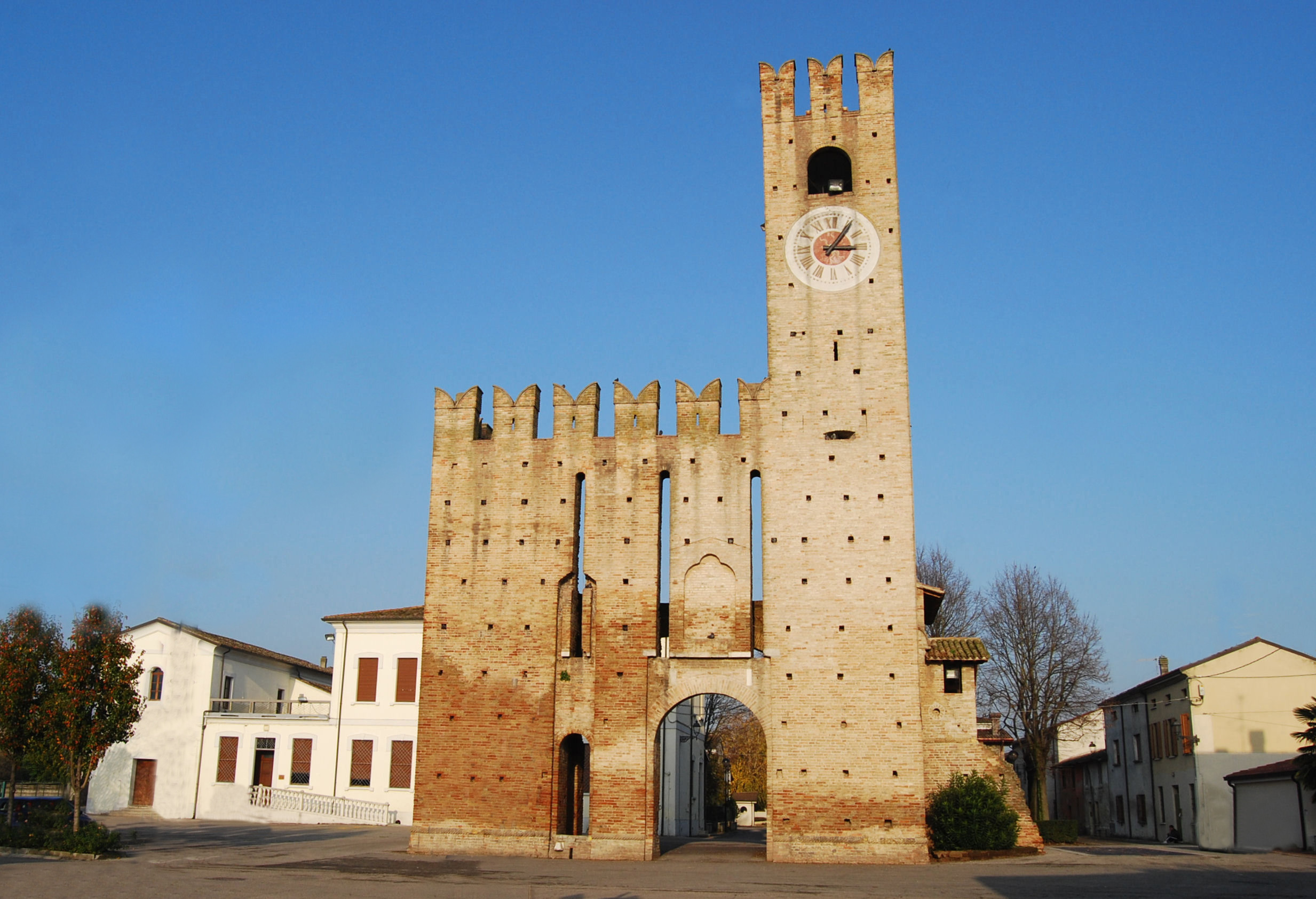
Castello di Mariana Mantovana

- Asola: un tempo città fortificata[55].
- Canneto sull'Oglio: torre civica[56].
- Casalmoro: torre di corte rurale[57].
- Casaloldo: torre civica[58].
- Castel Goffredo: un tempo città fortificata; torre civica, palazzo Gonzaga-Acerbi, torre di palazzo Gonzaga Acerbi[59].
- Castellaro Lagusello di Monzambano: castello[60].
- Castiglione delle Stiviere: castello[61].
- Cavriana: castello[62].
- Ceresara: torre civica; torre di Corte Nuova di San Martino Gusango; residenza agricola fortificata di San Lazzaro[63].
- Goito: torre.
- Mariana Mantovana: torre civica[64].
- Medole: torre scudata[65].
- Monzambano, castello[66][67].
- Piubega: torre civica[68].
- Ponti sul Mincio: castello[69][70].
- Redondesco: castello[71].
- Solferino: castello e rocca[72].
- Volta Mantovana, castello[73].